# Guillem Mesquida i Munar
Guillem Mesquida i Munar (* 3. April 1675 in Palma; † 27. November 1747 ebenda) war ein mallorquinischer Kunstmaler und ein bedeutender Vertreter des Tenebrismus mit seinen Hell-Dunkel-Effekten der Renaissance- und Barockzeit.

## Leben und Werke
Zwei Tage nach seiner Geburt wurde er in der Kirche Sant Miquel in Palma getauft und erhielt von seinen Eltern die Vornamen Guillem, Miquel, Francesc und Joaquim. Sein Vater Francesc war ein angesehener Kaufmann und seine Mutter Maria eine bekannte Kunststickerin aus Palma.
Schon in frühester Jugend zeigte sich bei Guillem ein ausgeprägtes künstlerisches Talent. Daher wurde er von seiner Familie im Alter von 18 Jahren zu Benito Lutti nach Rom geschickt, um Malerei zu studieren. Ende 1693 wurde er Schüler von Carlo Maratti (1625–1713), einem bekannten italienischen Maler der römischen Schule.  
1710 kehrte er für einen kurzen Aufenthalt nach Mallorca zurück. Anfang 1711 reiste erneut nach Venedig, noch im selben Jahr heiratete er Isabella Mazzoni, eine Bildhauerin und Tochter einer angesehenen Familie. Durch sie fand er Zugang zur hohen venezianischen Gesellschaft. In der Lagunenstadt an der Adria arbeitete er fast drei Jahrzehnte zusammen mit dem renommierten Maler Salvioni Rosalba Carriera (1675–1757), der als Meister des Rokokostils galt.
1723 reiste er nach Bayern, wo er unter anderem Fresken am Palast des Königs Maximilian I. ausführte. Während seines Aufenthalts in Deutschland malte er zahlreiche Gemälde und Kuppeln, nicht nur am königlichen Palast, sondern auch in weiteren Kirchen und Gebäuden der hohen Gesellschaft. Darunter befand sich auch die Gestaltung des Königsportals des Doms in Köln, das in Zusammenarbeit mit Jacint Rigau und Menorquiner Pasqual Calbo entstand.
1739 kehrte er mit seiner Frau und seinen Kindern nach Mallorca zurück und arbeitete bis zu seinem Tode am 27. November 1747 in seinem Stadthaus in Palma an der Straße Carrer dels Àngels Nº 6. Heute befindet sich an diesem historischen Gebäude in der Altstadt von Palma eine Gedenktafel zu Ehren von Guillem Mesquida i Munar.

## Wirkung
Besonders als Porträtmaler seiner Zeit nimmt er eine bedeutende Stellung ein.
Guillem Mesquida Munar notierte in seinem Tagebuch kurz vor seinem Tode: Ich habe während meiner gesamten Karriere Porträts, religiöse Ikonographie, Themen, Blumen und Gemälde mit mythologischer Natur gemalt, mehr als tausend Werke.
Zahlreiche Werke von unterschiedlicher Qualität befinden sich heute in Museen, Sammlungen und auch in den Kirchen der Stadt Palma, wie zum Beispiel in Sant Joan Baptista, Sant Francesc (La Mare de Déu amb els pares de l'Església), im Institut Ramon Llull, in der Fundación Juan March und im Can Vivot. Weitere Werke werden in europäischen Museen wie dem Museo del Prado (Madrid), der Eremitage (Sankt Petersburg) und dem Schloss Versailles (Paris) gezeigt.